# Oficjalista
Oficjalista – dawna nazwa urzędnika dworskiego, niekiedy także urzędnika sądowego.
W XVII i XVIII wieku w dobrach szlacheckich istniały 4 główne szczeble w hierarchii urzędników prywatnych: komisarz był kontrolerem i kasjerem całego klucza dóbr, złożonego z kilku lub kilkunastu wiosek i folwarków. Ekonom oznaczał rządcę na jednym folwarku, a jeżeli folwark był duży, to miał do pomocy podstarościego. Najniższym oficjalistą był włodarz, zwany próżniej gumiennym, karbowym, a na Litwie namiestnikiem